# Klaus Zander
Klaus Zander (Colonia, 6 settembre 1956) è un ex cestista tedesco.

## Carriera
Con la Germania Ovest ha disputato i Giochi olimpici di Los Angeles 1984 e due edizioni dei Campionati europei (1981, 1983).

## Palmarès
- Campionato tedesco: 4

Saturn Colonia: 1980-81, 1981-82, 1986-87, 1987-88
- Coppa di Germania: 3

Saturn Colonia: 1980, 1981, 1983